# 경기상업고등학교
경기상업고등학교(京畿商業高等學校)는 대한민국 서울특별시 종로구 청운동에 있는 공립 고등학교이다.

## 학교 연혁
- 1923년 2월 6일 : 경기도립갑종상업학교로 설립 인가 (5년제)
- 1923년 5월 14일 : 종로구 동숭동 53번지 신축 교사에서 개교
- 1926년 4월 2일 : 종로구 청운동 89번지 현교사로 이전
- 1928년 3월 28일 : 제1회 졸업식(졸업생 58명 한국인 21명, 일본인 37명)
- 1946년 9월 1일 : 교명을 경기공립상업중학교로 개칭하고 6년제로 함
- 1950년 5월 15일 : 신학제(3년제)에 의하여 교명을 서울상업고등학교로 개칭
- 1968년 1월 19일 : 경기상업고등학교로 교명 변경
- 1984년 5월 18일 : 백악기념관 개관
- 2007년 6월 22일 : 교육인적자원부(중소기업청 지원) 특성화고등학교 지정
- 2008년 1월 25일 : 서울특별시교육청 특성화고등학교 선정
- 2020년 9월 1일 : 제25대 이대우 교장 취임
- 2021년 7월 29일 : 학과 개편(경찰행정과 1학급, 부사관행정과 1학급, 스포츠경영과 2학급)
- 2022년 1월 6일 : 제95회 졸업식 54명(남 39명, 여 15명)
- 2022년 3월 2일 : 제98회 입학식 176명(남 104명, 여 72명)

## 설치 학과
- 뷰티디자인과
- 경찰행정과
- 부사관행정과
- 공공행정과
- 영화영상과
- 스포츠경영과

## 참고 자료
- 경기상업고등학교 - 한국교육학술정보원 학교알리미